# Scatola nera (album)
Scatola nera è un album in studio dei rapper italiani Gemitaiz e MadMan, pubblicato il 20 settembre 2019 dalla Tanta Roba.

## Descrizione
Anticipato a giugno dal singolo Veleno VII, si tratta del primo album del duo a distanza di cinque anni da Kepler. L'album presenta la partecipazione di vari artisti ospiti legati alla scena hip hop e non, come Guè, Marracash, Salmo, Thasup, Mahmood e Giorgia, la quale ha collaborato con i due rapper al singolo omonimo.

## Promozione
Il primo singolo estratto dall'album, Veleno VII, è stato pubblicato il 6 giugno 2024. Il secondo singolo omonimo all'album, in collaborazione con Giorgia, è stato pubblicato il 20 settembre 2019, in concomitanza con la pubblicazione dell'album. Il 5 dicembre 2019 è stato presentato il videoclip del brano Karate, sebbene non venga estratto come singolo ufficiale dal progetto.

## Accoglienza
Riccardo Primavera di Rockol afferma che si tratti di «un disco decisamente più leggero di quelli a cui ci hanno abituato» in cui si riscontra nelle tracce «tanta autocelebrazione, tanto esercizio stilistico, tanta ironia e arroganza, ma anche tanto amore». Il giornalista scrive inoltre che da punto di vista sonoro l'album «ammicca più volte al pop» dovute dalla presenza di artisti appartenenti al genere come Mahmood e Giorgia.

## Tracce
1. Fuori e dentro (ft. Tha Supreme) – 2:50 (testo: Davide De Luca, Pierfrancesco Botrugno, Davide Mattei – musica: Luca Poletto, Davide Nardelli)
2. Esagono (ft. Salmo) – 3:06 (testo: Davide De Luca, Pierfrancesco Botrugno, Maurizio Pisciottu – musica: Filippo Gallo, Flavio Ranieri)
3. Karate (ft. Mahmood) – 2:55 (testo: Davide De Luca, Pierfrancesco Botrugno, Alessandro Mahmoud – musica: Marco De Pascale, Luca Poletto, Davide Nardelli)
4. Come me – 3:14 (musica: Filippo Gallo, Flavio Ranieri)
5. Californication – 3:05 (musica: Flavio Ranieri, Filippo Gallo)
6. Fiori (ft. Gué Pequeno, Marracash) – 3:01 (testo: Davide De Luca, Pierfrancesco Botrugno, Cosimo Fini, Fabio Rizzo – musica: Filippo Gallo, Flavio Ranieri)
7. ¥€$ – 2:19 (musica: Marco De Pascale)
8. Che ore sono (ft. Venerus) – 3:29 (testo: Davide De Luca, Pierfrancesco Botrugno, Andrea Venerus – musica: Marco De Pascale, Andrea Venerus)
9. Scatola nera (ft. Giorgia) – 3:21 (musica: Marco De Pascale, Filippo Gallo)
10. Un'altra notte (ft. Priestess) – 3:25 (testo: Davide De Luca, Pierfrancesco Botrugno, Alessandra Prete – musica: Filippo Gallo, Marco De Pascale)
11. Tutto OK – 3:38 (musica: Daniele Dezi)
12. Veleno 7 – 2:53 (musica: Filippo Ranieri, Filippo Gallo)

## Classifiche

### Classifiche settimanali
| Classifica (2019) | Posizione massima |
| ----------------- | ----------------- |
| Italia            | 1                 |
| Svizzera          | 99                |

### Classifiche di fine anno
| Classifica (2019) | Posizione |
| ----------------- | --------- |
| Italia            | 26        |
| Classifica (2020) | Posizione |
| Italia            | 71        |